# Gustavo Leão
Gustavo Leão dos Reis (São Bernardo do Campo, 29 de março de 1987) é um chef de cozinha e ex-ator brasileiro. Em 2017, mudou-se para Vancouver, no Canadá, onde estudou gastronomia na North West Culinary Academy e começou a trabalhar como chef desde então.

## Carreira
Nascido em São Bernardo do Campo e criado em Praia Grande, litoral paulista, participou da primeira e segunda temporada de Floribella. O primeiro contato com o teatro foi através do ator e professor de teatro Leonardo Cortez. Em 2007, foi contratado pela Rede Globo e participou da novela Paraíso Tropical, em que interpretou Mateus, filho de Lúcia, personagem de Glória Pires. Em 2010, filmou seu primeiro longa, Os Sonhos de Um Sonhador, que conta a história de vida do cantor Frank Aguiar. No longa, interpretou Frank na fase jovem e dividiu a cena com a ex-BBB Gysele Soares.
Também nesse ano fez uma participação especial em Ti Ti Ti. Em junho de 2012 o ator foi contratado pela RecordTV por cinco anos. Em 2017, Leão trocou o Brasil pelo Canadá para estudar culinária. Aos 31 anos, ele se mudou com a mulher, Pâmella Leão, e os dois cachorros em dezembro e deixou a carreira de ator de lado, por tempo inderterminado.

## Filmografia

### Televisão
| Ano     | Título            | Personagem                   | Notas                                    |
| ------- | ----------------- | ---------------------------- | ---------------------------------------- |
| 2005–06 | Floribella        | Augusto Fritzenwalden (Guto) |                                          |
| 2007    | Paraíso Tropical  | Mateus Vilela Gouveia        |                                          |
| 2008    | Beleza Pura       | Felipe Cascudo (Lipe)        |                                          |
| 2009    | TV Globinho       | Apresentador                 |                                          |
| 2010    | Ti Ti Ti          | Osmar Sampaio                | Episódios: "19–22 de julho"              |
| 2012    | As Brasileiras    | Bruno                        | Episódio: "Maria do Brasil"              |
| 2013    | José do Egito     | Benjamin                     |                                          |
| 2013    | Pecado Mortal     | Getúlio Amado (jovem)        | Episódios: "25–26 de setembro"           |
| 2014    | Milagres de Jesus | Rafael                       | Episódio: "A Cura do Servo do Centurião" |
| 2014    | Vitória           | Joaquim Pereira (Quim)       |                                          |
| 2017    | Sem Volta         | Fernando Souza Nonato (Sapo) |                                          |
| 2017    | O Rico e Lázaro   | Rabe-Sáris Mayan             |                                          |

### Cinema
| Ano  | Título                                               | Personagem   | Notas          |
| ---- | ---------------------------------------------------- | ------------ | -------------- |
| 2010 | Os Sonhos de um Sonhador: A História de Frank Aguiar | Frank Aguiar |                |
| 2010 | Flat Fun: Passos Errados                             | Adônis       | Curta-metragem |

## Prêmios
- Revelação do Ano pelo Troféu Imprensa por Paraíso Tropical[7]
- Revelação Masculina pelo Prêmio Extra de TV por Paraíso Tropical
- Ator Revelação pelo Melhores do Ano - Domingão do Faustão por Paraíso Tropical